# Quisdorf
Quisdorf ist ein zur Gemeinde Bosau gehöriger Wohnort mit etwa 160 Einwohnern an der Gemeindegrenze von Bosau und Eutin, das vier Kilometer nordöstlich liegt. Es existieren drei landwirtschaftliche Betriebe und verschiedene gewerbliche Unternehmen (Kältetechnik, Elektrotechnik, Bauunternehmen).
Der Ort entstand wohl ursprünglich als slawische Siedlung in der Landschaft Wagrien. Darauf deuten insbesondere der Ortsname und die Tatsache hin, dass es sich bei Quisdorf um eine Rundlingssiedlung handelt. Nach der endgültigen Verdrängung der Slawen durch die Schauenburger wurde die im östlichen Rand des Grenzstreifens Limes Saxoniae liegende Siedlung um 1140 von Holsteiner Siedlern in Besitz genommen.
Die erste sichere urkundliche Erwähnung des Ortes als Cutesdorp ist ein Schiedsvertrag zwischen Bischof und Vogt von 1256. Um 1300 änderte sich die Schreibweise des Namens von Cutesdorp zu Quiztorp, der kirchlich geprägten lateinischen Schreibweise.
1933 wurde der Ort nach Bosau eingemeindet.
Die Familie Quistorp hat ihren Ursprung in diesem Ort.
Koordinaten: 54° 7′ N, 10° 34′ O